# Ian Vickers
Ian Vickers (Blackburn, 1974) es un deportista británico que compitió en escalada. Ganó una medalla de oro en el Campeonato Europeo de Escalada de 1998, en la prueba de dificultad.

## Palmarés internacional
| Campeonato Europeo | Campeonato Europeo   | Campeonato Europeo | Campeonato Europeo |
| Año                | Lugar                | Medalla            | Prueba             |
| ------------------ | -------------------- | ------------------ | ------------------ |
| 1998               | Núremberg (Alemania) | Medalla de oro     | Dificultad         |